# When the Sun Comes Down
When the Sun Comes Down is een nummer van de Duitse dancegroep R.I.O. uit 2009.
Het nummer flopte in R.I.O.'s thuisland Duitsland, waar het de 63e positie behaalde. Alleen in Nederland, Spanje en Israël werd "When the Sun Comes Down" een hit. Het haalde de 9e positie in de Nederlandse Top 40.